# Mateusz Komar
Mateusz Komar (Słubice, 18 juli 1985) is een Pools voormalig wielrenner die tussen 2017 en 2019 reed voor Voster Uniwheels Team.

## Belangrijkste overwinningen
2006
GP Jasnej Góry
2007
1e etappe Ronde van Małopolska
Eindklassement Ronde van Małopolska
1e etappe Szlaklem walk mjr. Hubala
2008
5e etappe Ronde van Mazovië (ploegentijdrit)
2009
4e etappe Bałtyk-Karkonosze Tour
2011
4e etappe Ronde van Mazovië
2012
6e etappe Bałtyk-Karkonosze Tour
2013
7e etappe Ronde van Marokko
Bergklassement Ronde van Estland
4e etappe Ronde van Mazovië (ploegentijdrit)
2016
2e etappe Ronde van Małopolska
Puntenklassement Ronde van Małopolska
Korona Kocich Gór
2017
4e etappe Koers van de Olympische Solidariteit
Eindklassement Koers van de Olympische Solidariteit

## Ploegen
- 2007 –  DHL-Author
- 2008 –  DHL-Author
- 2009 –  DHL-Author
- 2010 –  Mróz Active Jet
- 2012 –  BDC-Marcpol Team
- 2013 –  BDC-Marcpol Team
- 2014 –  BDC Marcpol
- 2016 –  Dare 2B
- 2017 –  Voster Uniwheels Team
- 2018 –  Voster Uniwheels Team
- 2019 –  Voster ATS Team

Detko · Komar · Kostecki · Kurowski · Nowak · Oborski · Rębiewski · Sójka · Witecki · Wojciechowski · Zieliński
Banaszek · Czubak · Grabis · Komar · Krawczyk · Nowaczek · Parma · Podlaski · Sobieraj · Stachowiak